# Melòids
Els melòids o meloids (Meloidae) són una família de coleòpters polífags de la superfamília Tenebrionoidea. Es coneixen 120 gèneres i unes 3000 espècies en tot el món. Són coneguts per produir cantaridina, un verí poderós. Els membres d'aquesta família passen una hipermetamorfosi, és a dir passen per estadis larvaris més complexos que els insectes amb metamorfosi completa o holometabolisme. Les larves són insectívores, ataquen principalment abelles però també parasiten ous de saltamartins. Els adults s'alimenten de flors i fulles i se'ls pot trobar sobre la vegetació; algunes espècie no volen i viuen al terra.

## Taxonomia
- Subfamília Eleticinae

- - Tribu Derideini
    - Anthicoxenus
    - Deridea
    - Iselma
    - Iselmeletica

  - Tribu Eleticini
    - Eletica

  - Tribu Morphozonitini
    - Ceriselma
    - Morphozonitis
    - Steniselma

  - Tribu Spasticini
    - Eospasta
    - Protomeloe
    - Spastica
    - Xenospasta

- Subfamília Meloinae
  - Tribu Cerocomini
    - Anisarthrocera
    - Cerocoma
    - Diaphorocera
    - Rhampholyssa
    - Rhampholyssodes

  - Tribu Epicautini
    - Denierella
    - Epicauta
    - Linsleya
    - Psalydolytta

  - Tribu Eupomphini
    - Cordylospasta
    - Cysteodemus
    - Eupompha
    - Megetra
    - Phodaga
    - Pleropasta
    - Tegrodera

  - Tribu Lyttini
    - Acrolytta
    - Afrolytta
    - Alosimus
    - Berberomeloe
    - Cabalia
    - Dictyolytta
    - Eolydus
    - Epispasta
    - Lagorina
    - Lydomorphus
    - Lydulus
    -  Lydus
    - Lytta
      - Lytta vesicatoria

    - Lyttolydulus
    - Lyttonyx
    - Megalytta
    - Muzimes
    - Oenas
    - Parameloe
    - Paroenas
    - Physomeloe
    - Prionotolytta
    - Prolytta
    - Pseudosybaris
    - Sybaris
    - Teratolytta
    - Tetraolytta
    - Trichomeloe

  - Tribu Meloini
    - Cyaneolytta
    - Lyttomeloe
    - Meloe
    - Spastomeloe
    - Spastonyx

  - Tribu Mylabrini
    - Actenodia
    - Ceroctis
    - Croscherichia
    - Hycleus
    - Lydoceras
    - Mimesthes
    - Mylabris
    - Paractenodia
    - Pseudabris
    - Semenovilia
    - Xanthabris

  - Tribu Pyrotini
    - Bokermannia
    - Brasiliota
    - Denierota
    - Glaphyrolytta
    - Lyttamorpha
    - Picnoseus
    - Pseudopyrota
    - Pyrota
    - Wagneronota

  - Sense classificar
    - Australytta
    - Calydus
    - Gynapteryx

  - Sense classificar
    - Oreomeloe

  - Sense classificar
    - Pseudomeloe

- Subfamília Nemognathinae
  - Tribu Horiini
    - Cissites
    - Horia
    - Synhoria

  - Tribu Nemognathini
    - Cochliophorus
    - Euzonitis
    - Gnathium
    - Gnathonemula
    - Leptopalpus
    - Megatrachelus
    - Nemognatha
    - Palaestra
    - Palaestrida

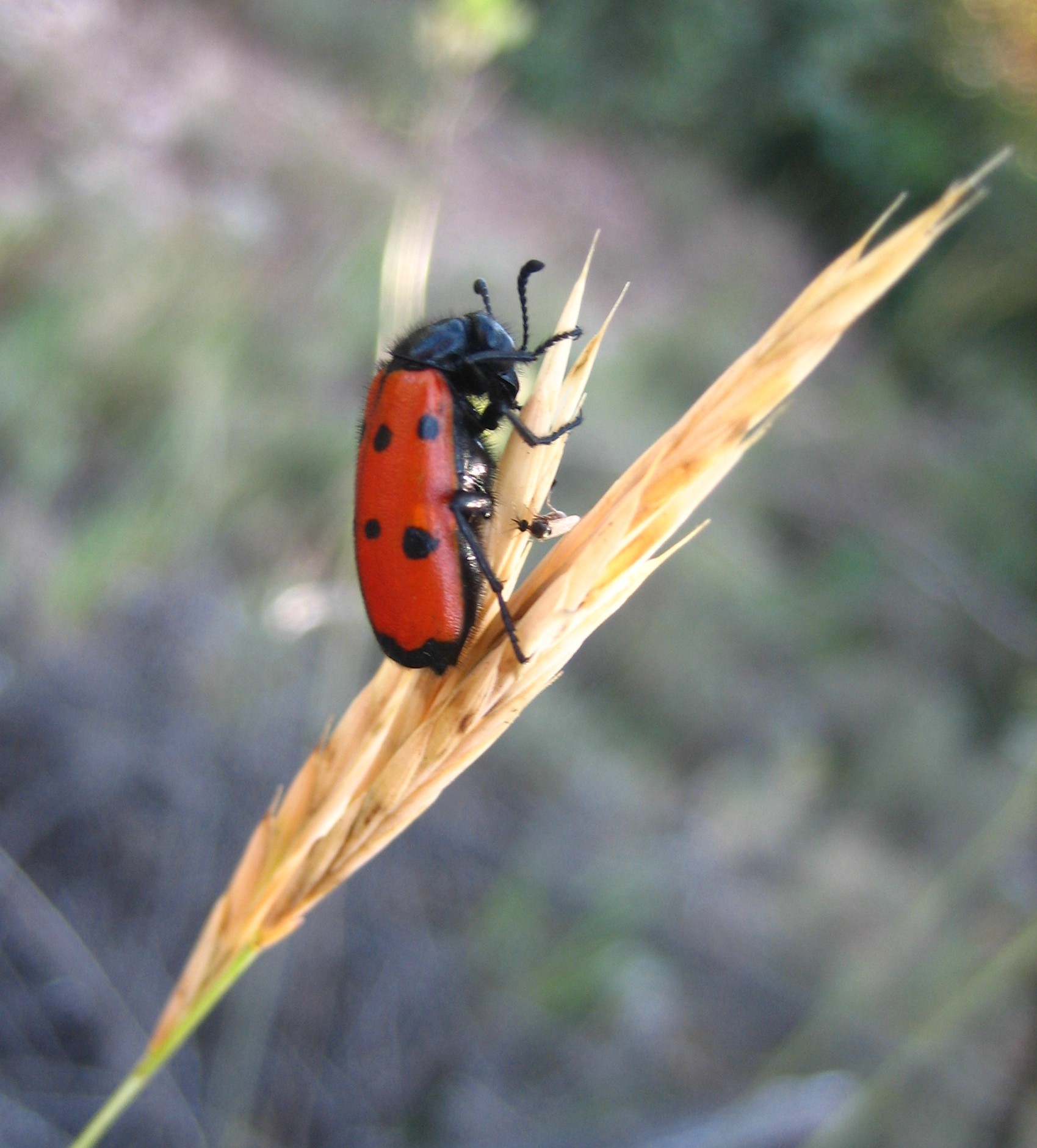
Mylabris quadripunctata.

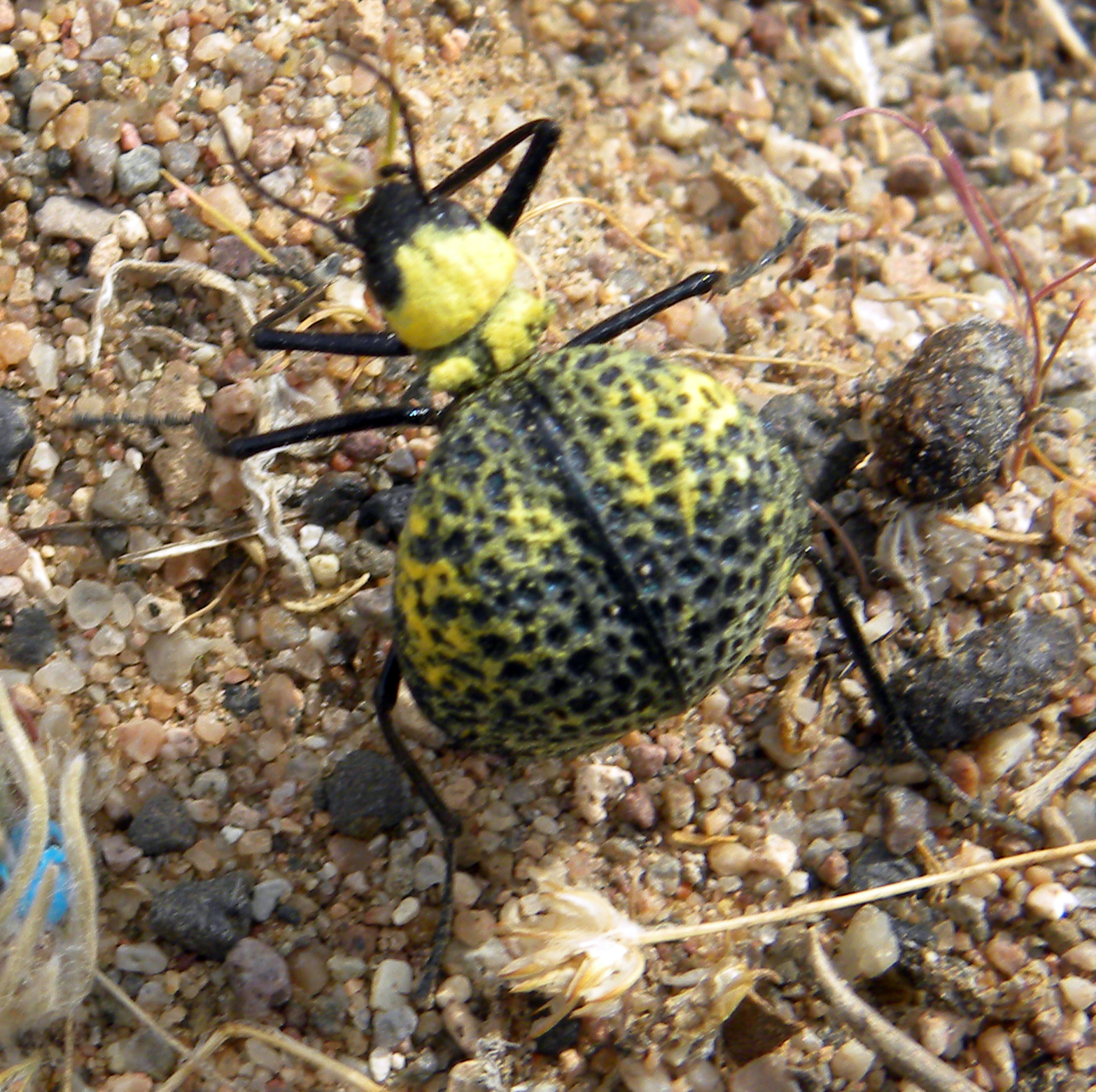
Cysteodemus armatus

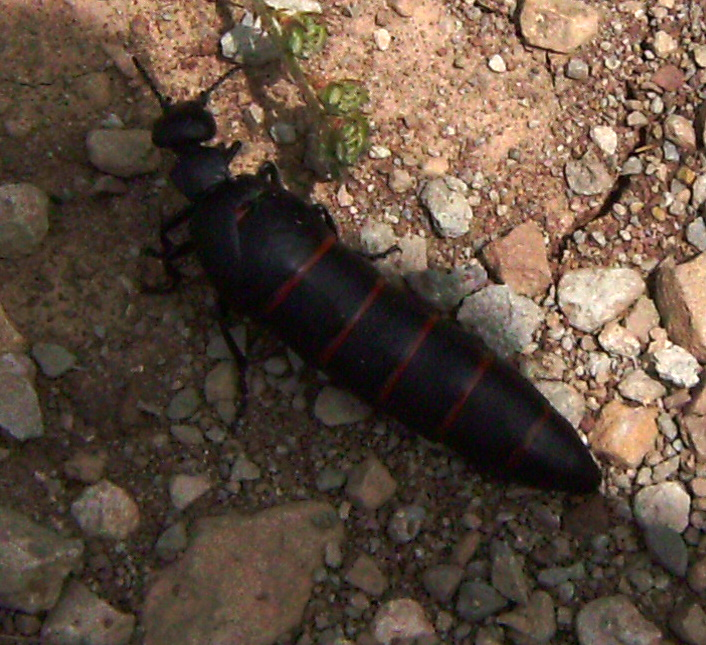
Berberomeloe majalis a Castelltallat

    - Pseudozonitis: (Pseudozonitis roseomaculatis)
    - Rhyphonemognatha
    - Stenodera
    - Zonitis
    - Zonitodema
    - Zonitolytta
    - Zonitomorpha
    - Zonitoschema

  - Tribu Sitarini
    - Allendeselazaria
    - Apalus
    - Ctenopus
    - Glasunovia
    - Nyadatus
    - Sitaris
    - Sitarobrachys
    - Stenoria

  - Sense classificar
    - Hornia
    - Tricrania

  - Sense classificar
    - Onyctenus
    - Sitaromorpha

- Subfamília Tetraonycinae
  - Tribu Tetraonycini
    - Meloetyphlus
    - Opiomeloe
    - Tetraonyx